# Куинн, Пэт
Джон Брайан Патрик (Пэт) Куинн (англ. John Brian Patrick 'Pat' Quinn; 29 января 1943, Гамильтон, Онтарио — 23 ноября 2014, Ванкувер, Британская Колумбия) — канадский хоккеист, тренер и спортивный администратор. Куинн, отыгравший почти десять лет в НХЛ на позиции защитника, известен тем не менее в основном как тренер. В этом качестве он дважды выводил свои команды в финал Кубка Стэнли, дважды удостаивался Приза Джека Адамса лучшему тренеру НХЛ, а со сборной Канады завоевал золотые медали Олимпийских игр в Солт-Лейк-Сити. Офицер ордена Канады, член Зала хоккейной славы (с 2016 года, посмертно).

## Игровая карьера
Пэт Куинн, уроженец онтарийского города Гамильтон, начал регулярные хоккейные выступления в 1958 году в местной любительской команде «Гамильтон Тайгер Кабс», за два года заработав репутацию жёсткого, не боящегося драки защитника. В конце этого периода он как многообещающий спортсмен получил стипендию на учёбу в Мичиганском технологическом университете, но его переход в студенческий хоккей не состоялся: именно в это время Национальная ассоциация студенческого спорта (NCAA) наложила запрет на участие в университетских командах спортсменов с профессиональными контрактами, а права на Куинна к этому времени уже приобрёл клуб с «Детройт Ред Уингз». В итоге Куинн отправился вместо Мичигана в Альберту, где провёл сезон в юношеской команде «Эдмонтон Ойл Кингз», завоевав с ней престижный Мемориальный кубок.
Завершив юношескую карьеру, Куинн подписал контракт с клубом Восточной хоккейной лиги «Ноксвилл Найтс» и до 1968 года выступал в различных командах второстепенных профессиональных лиг Северной Америки, в том числе став с клубом «Талса Ойлерз» чемпионом Центральной хоккейной лиги в сезоне 1967/1968 годов. После этого он был приглашён в команду НХЛ «Торонто Мейпл Лифс», которая к этому времени получила на него права, переходившие перед этим от «Детройта» к «Монреаль Канадиенс», а оттуда к «Сент-Луис Блюз». За два сезона в «Торонто» Куинн запомнился публике главным образом крайне жёстким силовым приёмом в плей-офф 1969 года в серии против «Бостон Брюинз». Приём был проведён против лидера «Брюинз» Бобби Орра, которого унесли со льда без сознания, и заядлые болельщики бостонского клуба до сих пор винят Куинна в том, что после этого карьера Орра пошла на спад. Куинн получил за этот приём пять минут штрафного времени, но сам он до конца жизни был убеждён, что никакого нарушения правил не было. Впоследствии Орр и Куинн стали друзьями.
В 1970 году в рамках драфта расширения НХЛ Куинн перешёл в «Ванкувер Кэнакс», а оттуда в 1972 году в рамках нового драфта расширения — в «Атланта Флэймз», где провёл весь остаток игровой карьеры до 1977 года, трижды пробившись с новой командой в плей-офф Кубка Стэнли. В «Атланте» Куинн считался краеугольным камнем защиты, но в нападении, как и в предыдущих клубах, никогда не блистал, за 606 игр в НХЛ забросив только 18 шайб и сделав 131 результативную передачу. Раннее окончание карьеры было связано с серьёзной травмой щиколотки, полученной им в свободное время.

## Дальнейшая карьера
Преждевременное окончание игровой карьеры заставило Куинна начать поиски новой профессии. Он получил академическую степень по экономике в Йоркском университете в Торонто в 1972 году и подумывал о продолжении образования в области юриспруденции, но крайний срок подачи документов в университеты был уже пропущен, и в итоге Куинн согласился на предложение от клуба «Филадельфия Флайерз» занять пост помощника тренера. В середине сезона он был отправлен тренировать команду АХЛ «Мэн Мэринерз» — фарм-клуб «Флайерз», — а в следующем году вернулся в «Филадельфию» уже как главный тренер. На этом посту он провёл два удачных сезона, закончив их с «Филадельфией» соответственно на первом и втором местах в конференции Кэмпбелла. Под руководством Куинна «Флайерз» провели рекордную в истории НХЛ серию из 35 побед подряд и дошли в сезоне 1979/1980 до финала Кубка Стэнли, а сам он по итогам сезона стал лауреатом Приза Джека Адамса, присуждаемого лучшему тренеру НХЛ. Эти успехи позволили Куинну в 1981 году подписать с «Флайерз» контракт на пять лет. К удивлению болельщиков «Филадельфии», руководство команды уволило Куинна уже на втором году нового контракта, однако договор оставался в силе, и в итоге Куинн провёл остаток оговоренного времени изучая юриспруденцию за счёт «Флайерз». Он получил юридическую степень в Уайднерском университете (Уилмингтон, Делавэр).
Через два года Куинн стал главным тренером клуба НХЛ «Лос-Анджелес Кингз». В Лос-Анджелесе он провёл чуть больше двух лет, один раз пробившись с командой в плей-офф. Период с «Кингз», однако, завершился скандалом, когда выяснилось, что Куинн без ведома этого клуба договорился о переходе на должность президента и генерального менеджера «Ванкувер Кэнакс», получив от своей новой команды сто тысяч долларов в качестве бонуса. Контракт с «Кэнакс», вступавший в силу с 1 июня 1987 года, был подписан в декабре 1986 года, когда ещё действовал контракт Куинна с «Кингз». Президент НХЛ Джон Зиглер назвал подобный конфликт интересов недопустимым и принял решение о запрете на тренерскую деятельность для Куинна до сезона 1990/1991. «Кэнакс» были оштрафованы на 310 тысяч долларов, а «Кингз» — на 130 тысяч за то, что не сразу предали действия Куинна огласке.
До сезона 1990/1991 Куинн, лишённый возможности тренировать, выполнял в «Ванкувере» обязанности генерального менеджера, но в 1991 году занял и пост главного тренера. За четыре сезона с «Кэнакс» он довёл команду, занимавшую места в конце турнирной таблицы, до финала Кубка Стэнли в сезоне 1993/1994, который она проиграла «Нью-Йорк Рейнджерс» в решающем, седьмом матче в Мэдисон-сквер-гардене. По итогам сезона 1991/1992 он также получил свой второй Приз Джека Адамса. После 1994 года Куинн снова вернулся к административным обязанностям, которые исполнял до ноября 1997 года, когда его уволил новый владелец «Кэнакс» Джон Макко. Увольнение Куинна было частью масштабных преобразований в команде, проблемы которой включали слабую защиту и дорогостоящие контракты с нападающими Буре, Могильным и Мессье и которая занимала последнее место в конференции к моменту увольнения генерального менеджера.
В сезоне 1998/1999 Пэт Куинн был приглашён тренировать «Торонто Мейпл Лифс», которые испытывали трудности в нападении в предыдущие несколько лет. В первый же год с командой своей молодости Куинн одержал рекордные для «Мейпл Лифс» 45 побед в регулярном сезоне и дошёл до финала Восточной конференции. С Куинном «Мейпл Лифс» выходили в плей-офф шесть сезонов подряд. В 2002 году Куинн был назначен главным тренером национальной сборной Канады и привёл её на Олимпийских играх в Солт-Лейк-Сити к золотым медалям. Эта победа положила конец 50-летнему периоду, за который канадская сборная ни разу не становилась олимпийским чемпионом. Через два года, всё ещё в ранге главного тренера «Мейпл Лифс», Куинн снова возглавил сборную Канады — теперь на Кубке мира 2004 года — и снова завоевал с ней чемпионское звание. В третий раз его назначили главным тренером сборной на Олимпиаде 2006 года в Турине, но на этом череда его успехов с национальной командой прервалась: канадцы проиграли уже в четвертьфинале. Через несколько месяцев Куинн, второй сезон подряд не вышедший с «Мейпл Лифс» в плей-офф, был уволен из торонтской команды.
Несмотря на неудачу в Турине, в декабре 2006 года Куинн снова стал главным тренером сборной Канады, теперь на Кубке Шпенглера, вышел с ней в финал, но там проиграл хозяевам льда — клубу «Давос». После этого он несколько лет добивался значительных успехов в молодёжном хоккее. Сначала в 2007 году юношеская команда «Ванкувер Джайентс», совладельцем которой являлся Куинн, выиграла первый в своей истории Мемориальный кубок. В 2008 году Куинну было поручено возглавить юниорскую (до 18 лет) сборную Канады, и он выиграл с ней юниорский чемпионат мира после разгромной победы в финале над командой России. На следующий год заботам Куинна была поручена уже молодёжная сборная страны, с которой он тоже завоевал медали высшего достоинства на молодёжном чемпионате мира, проходившем в Оттаве. Это было последнее чемпионское звание молодёжной сборной Канады перед шестилетним перерывом, закончившимся только в 2015 году. Вслед за этими успехами Куинн был назначен главным тренером клуба «Эдмонтон Ойлерз», но после неудачного сезона, который команда закончила на последнем месте, был уволен.
В 2012 году Пэт Куинн был произведён в офицеры ордена Канады. В последние годы жизни он активно участвовал в работе Зала хоккейной славы, играя ключевую роль в комиссии по выбору новых лауреатов. В августе 2013 года Куинн возглавил правление Зала хоккейной славы. Он скончался 23 ноября 2014 года в Ванкувере после долгой болезни в возрасте 71 года.

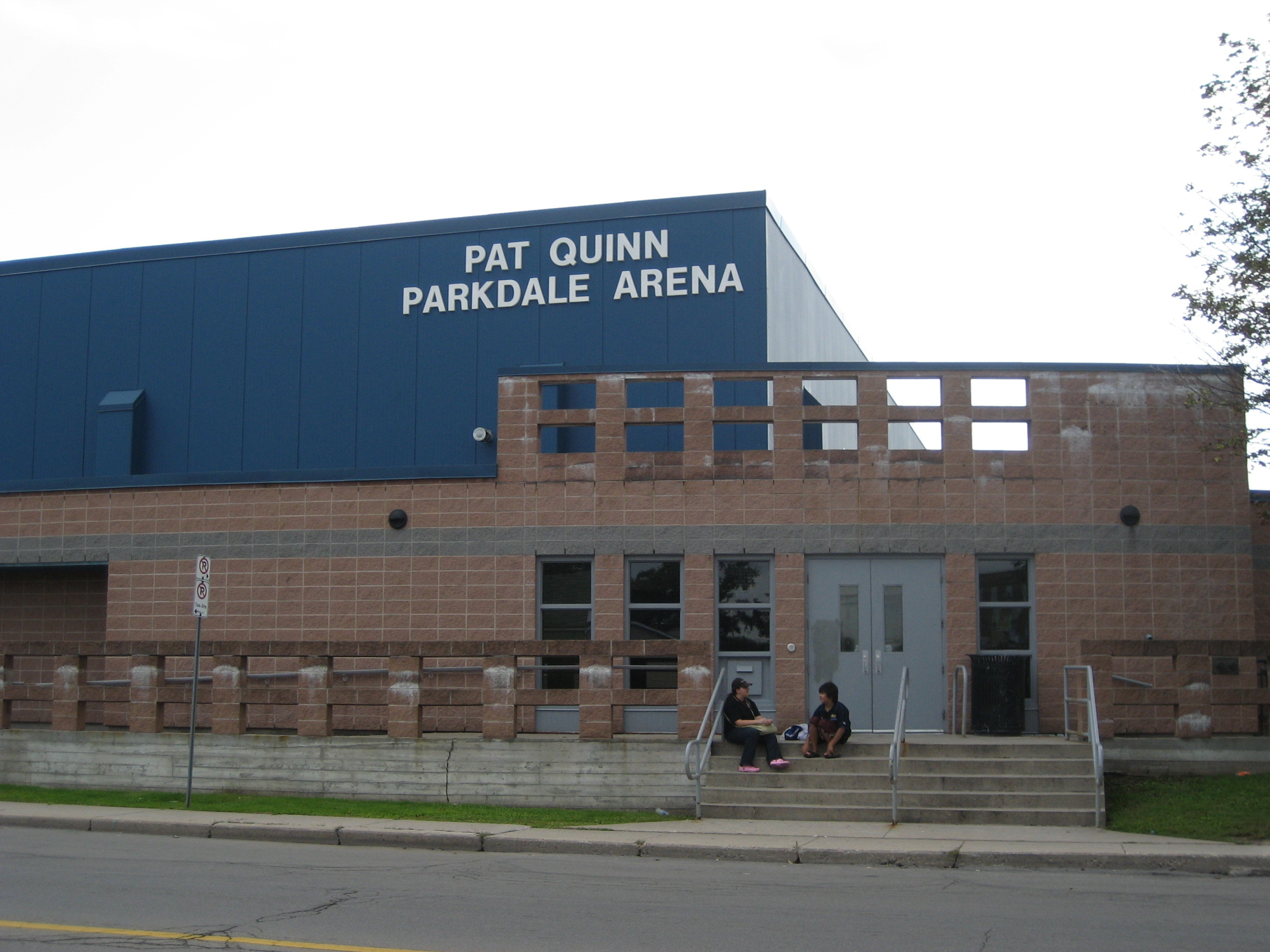
«Пэт Куин Арена» в Гамильтоне

В 2016 году имя Пэта Куинна было посмертно включено в списки Зала хоккейной славы. В феврале 2017 года в Ванкувере рядом с «Роджерс-ареной» — домашним стадионом «Ванкувер Кэнакс» — был открыт памятник Куинну на улице, носящей его имя. Статуя работы Норма Уильямса изображает тренера таким, каким он был в 1994 году, когда довёл «Ванкувер» до финала Кубка Стэнли.

## Достижения и титулы

### Игровая карьера
- 1963 — Мемориальный кубок
- 1968 — чемпион Центральной хоккейной лиги

| 1958-59          | Гамильтон Тайгер Кабс | OHA                | 20  | 0  | 1   | 1   | 34  | —  | — | —  | —  | —  |
| 1959-60          | Гамильтон Тайгер Кабс | OHA                | 27  | 0  | 1   | 1   | 58  | —  | — | —  | —  | —  |
| 1961-62          | Гамильтон Ред Уингз   | OHA                | 1   | 0  | 0   | 0   | 0   | —  | — | —  | —  | —  |
| 1962-63          | Эдмонтон Ойл Кингз    | Мемориальный кубок | —   | —  | —   | —   | —   | 19 | 2 | 10 | 12 | 49 |
| 1963-64          | Ноксвилл Найтс        | EHL                | 72  | 6  | 31  | 37  | 217 | 8  | 1 | 3  | 4  | 34 |
| 1964-65          | Талса Ойлерз          | CPHL               | 70  | 3  | 32  | 35  | 202 | 3  | 0 | 0  | 0  | 9  |
| 1965-66          | Мемфис Уингз          | CPHL               | 67  | 2  | 16  | 18  | 135 | —  | — | —  | —  | —  |
| 1966-67          | Сиэтл Тотемз          | WHL                | 35  | 1  | 3   | 4   | 49  | 5  | 0 | 0  | 0  | 2  |
| 1966-67          | Хьюстон Аполлос       | CPHL               | 15  | 0  | 3   | 3   | 66  | —  | — | —  | —  | —  |
| 1967-68          | Талса Ойлерз          | CPHL               | 51  | 3  | 15  | 18  | 178 | 11 | 1 | 4  | 5  | 19 |
| 1968-69          | Талса Ойлерз          | CPHL               | 17  | 0  | 6   | 6   | 25  | —  | — | —  | —  | —  |
| 1968-69          | Торонто Мейпл Лифс    | НХЛ                | 40  | 2  | 7   | 9   | 95  | 4  | 0 | 0  | 0  | 13 |
| 1969-70          | Талса Ойлерз          | CPHL               | 2   | 0  | 1   | 1   | 6   | —  | — | —  | —  | —  |
| 1969-70          | Торонто Мейпл Лифс    | НХЛ                | 59  | 0  | 5   | 5   | 88  | —  | — | —  | —  | —  |
| 1970-71          | Ванкувер Кэнакс       | НХЛ                | 76  | 2  | 11  | 13  | 149 | —  | — | —  | —  | —  |
| 1971-72          | Ванкувер Кэнакс       | НХЛ                | 57  | 2  | 3   | 5   | 63  | —  | — | —  | —  | —  |
| 1972-73          | Атланта Флэймз        | НХЛ                | 78  | 2  | 18  | 20  | 113 | —  | — | —  | —  | —  |
| 1973-74          | Атланта Флэймз        | НХЛ                | 77  | 5  | 27  | 32  | 94  | 4  | 0 | 0  | 0  | 6  |
| 1974-75          | Атланта Флэймз        | НХЛ                | 80  | 2  | 19  | 21  | 156 | —  | — | —  | —  | —  |
| 1975-76          | Атланта Флэймз        | НХЛ                | 80  | 2  | 11  | 13  | 134 | 2  | 0 | 1  | 1  | 2  |
| 1976-77          | Атланта Флэймз        | НХЛ                | 59  | 1  | 12  | 13  | 58  | 1  | 0 | 0  | 0  | 0  |
| За карьеру в НХЛ | За карьеру в НХЛ      | За карьеру в НХЛ   | 606 | 18 | 113 | 131 | 950 | 11 | 0 | 1  | 1  | 21 |

### Тренерская карьера
- 1980, 1994 — финалист Кубка Стэнли
- 1980, 1992 — Приз Джека Адамса
- 2002 — чемпион Олимпийских игр
- 2004 — победитель Кубка мира
- 2008 — победитель чемпионата мира среди юниоров
- 2009 — победитель чемпионата мира среди молодёжных команд
- 2012 — офицер Ордена Канады[5]
- 2014 — член Олимпийского зала славы Канады[англ.][12]